# Pseudomphalus
Pseudomphalus is een geslacht van weekdieren uit de klasse van de Gastropoda (slakken).

## Soort
- Pseudomphalus megei (Lambert, 1873)